# Santa Cristina Gela
Santa Cristina Gela település Olaszországban, Szicília régióban, Palermo megyében. Lakosainak száma 1006 fő (2023. január 1.). Santa Cristina Gela Altofonte, Belmonte Mezzagno, Monreale, Piana degli Albanesi és Marineo községekkel határos.

## Népesség
A település lakossága az elmúlt években az alábbi módon változott:
| Lakosok száma | 1011 | 1008 | 1006 |
|               | 2017 | 2018 | 2023 |